# Си Клиф (Њујорк)
Си Клиф (енгл. Sea Cliff) град је у америчкој савезној држави Њујорк.

## Демографија
По попису из 2010. године број становника је 4.995, што је 71 (-1,4%) становника мање него 2000. године.
| Група             | 2000.         | 2010.         |
| Белци             | 4.626 (91,3%) | 4.394 (88,0%) |
| Афроамериканци    | 85 (1,7%)     | 118 (2,4%)    |
| Азијати           | 62 (1,2%)     | 95 (1,9%)     |
| Хиспаноамериканци | 241 (4,8%)    | 341 (6,8%)    |
| Укупно            | 5.066         | 4.995         |